# Intelecto agente

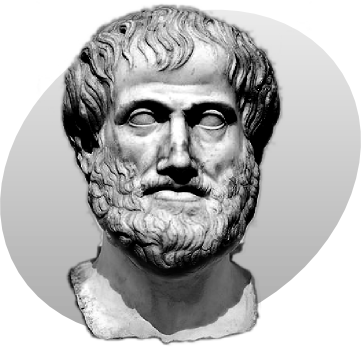
Áristoteles aplica la distinción de acto y potencia al intelecto. Agente (acto) y paciente (potencia).

El intelecto agente (en griego: nous poietikos; latín: intellectus agens; también traducido como intelecto activo, inteligencia activa, razón activa, o intelecto productivo) es un concepto en filosofía clásica de Áristoteles y filosofía medieval. El término se refiere al aspecto formal (morphe) del intelecto (nous), de acuerdo con la teoría de Hilemorfismo junto con el Intelecto paciente.
La naturaleza del intelecto agente fue un tema de discusión intensa en filosofía medieval, cuando varios pensadores musulmanes, judíos y cristianos buscaron reconciliar su compromiso con el relato de Aristóteles sobre el cuerpo y alma a sus compromisos teológicos propios. En particular, estaba en juego el modo en que la cuenta de Aristóteles de un alma incorpórea podría contribuir a la comprensión de la naturaleza de la vida eterna.

## La concepción de Aristóteles
La idea se encuentra por primera vez en De Anima (Sobre el alma) de Aristóteles, en el Libro III. A continuación se encuentra la traducción de uno de esos pasajes por Tomás Calvo Martínez, con algunas notas sobre el griego:

"Puesto que en la Naturaleza toda existe algo que es materia (hulē) para cada género (genos) de entes -a saber, aquello que en potencia es todas las cosas pertenecientes a tal género- pero existe además otro principio, el causal y activo al que corresponde hacer todas las cosas -tal es la técnica respecto de la materia- también en el caso del alma (psyché) han de darse necesariamente estas diferencias.
Así pues, existe un intelecto (nous) que es capaz de llegar a ser todas las cosas y otro capaz de hacerlas todas; este último es a manera de una disposición habitual (hexis) como, por ejemplo, la luz: también la luz hace en cierto modo de los colores en potencia colores en acto (to phōs poiei ta dunamei onta chrōmata energeia chrōmata).
Y tal intelecto (epistēmē) es separable, sin mezcla e impasible, siendo como es acto por su propia entidad. Y es que siempre es más excelso el agente que el paciente, el principio que la materia. Por lo demás, la misma cosa son la ciencia en acto y su objeto. Desde el punto de vista de cada individuo la ciencia en potencia es anterior en cuanto al tiempo, pero desde el punto de vista del universo en general no es anterior ni siquiera en cuanto al tiempo: no ocurre, desde luego, que el intelecto intelija a veces y a veces deje de inteligir.
Una vez separado es sólo aquello que en realidad es y únicamente esto es inmortal y eterno. Nosotros, sin embargo, no somos capaces de recordarlo, porque tal principio es impasible, mientras que el intelecto pasivo es corruptible y sin él nada intelige."
De Anima, Libro. III, cap. V, 430a10-25

El pasaje trata de explicar "cómo el intelecto humano pasa de su estado original, en el que no piensa, a un estado posterior, en el que piensa". Aristóteles indujo que la distinción de acto y potencia (energeia / dunamis) también debe existir en el alma misma. Aristóteles dice que el intelecto paciente (o pasivo) es como una "tablilla en la que nada está actualmente escrito" (tabula rasa) que recibe las formas inteligibles de las cosas, pero que el intelecto agente es necesario para convertir el conocimiento potencial en conocimiento real, de la misma manera que la luz convierte los colores en potencia en colores en acto. El pasaje a menudo se lee junto con la Metafísica, Libro XII, cap. 7-10, donde Aristóteles también analiza la mente humana y distingue entre los intelectos activos y pasivos. En ese pasaje, Aristóteles parece equiparar el intelecto activo con el "motor inmóvil" y/o Dios.

## Interpretaciones

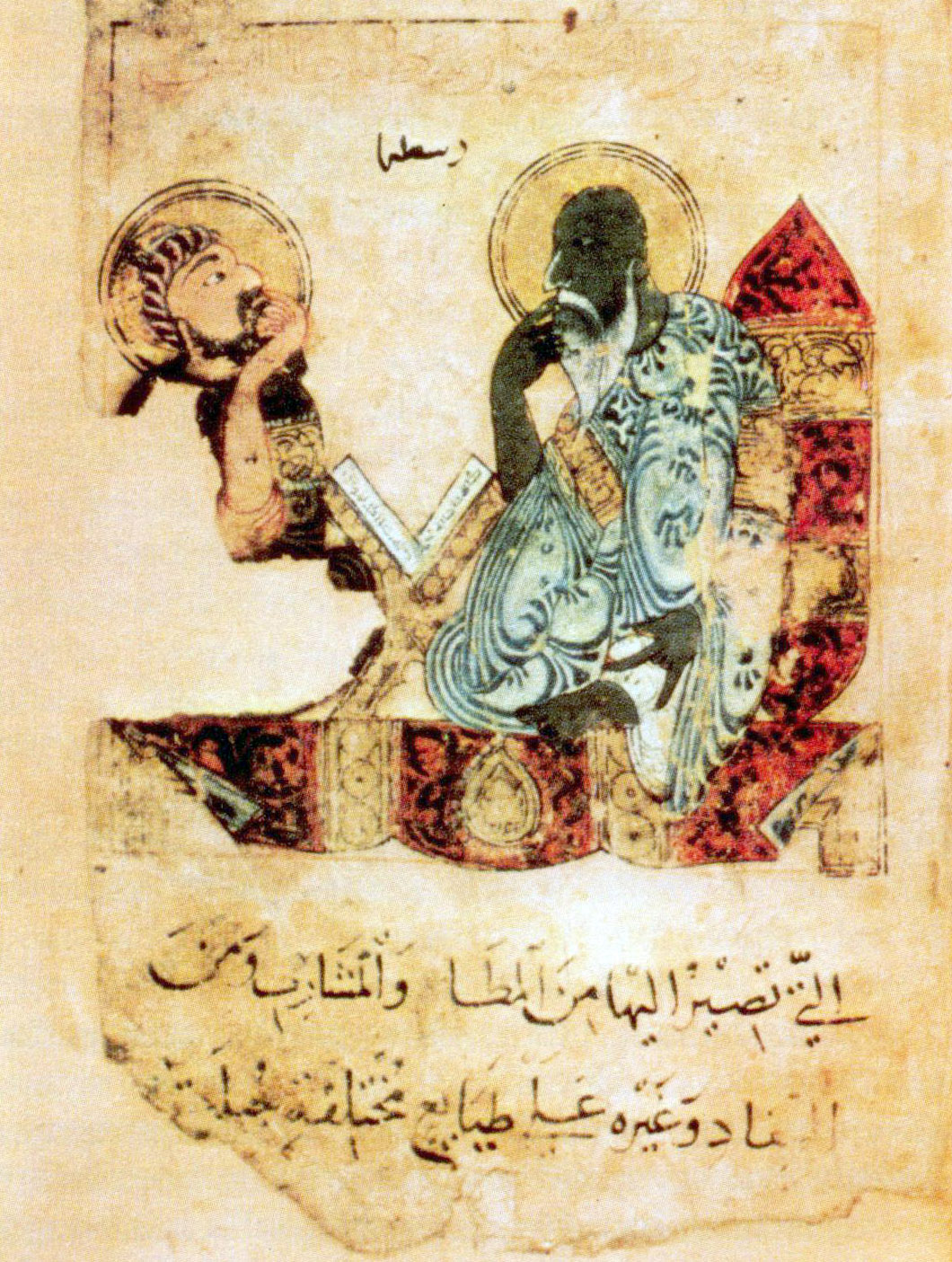
El saber griego visto por los árabes. Aristóteles y Alejandro Magno, por Ibn Bakhtishu,.

Joe Sachs comenta que la naturaleza del intelecto agente era "la fuente de una cantidad masiva de comentarios y de feroz desacuerdo". En otras partes, el capítulo 5 de De Anima ha sido referido como "las oraciones más intensamente estudiadas en la historia de la filosofía". Como lo señala Herbert Davidson: 
Justo lo que Aristóteles quiso decir con intelecto potencial e intelecto activo, términos ni siquiera explícitos en De anima y, en el mejor de los casos, implícitos, y cómo entendió la interacción entre ellos sigue siendo discutible. Los estudiantes de historia de la filosofía continúan debatiendo la intención de Aristóteles, en particular la cuestión de si consideraba que el intelecto agente era un aspecto del alma humana o una entidad que existe independientemente del hombre.

### Griegos
Los primeros comentaristas griegos sobre Aristóteles, en particular Alejandro de Afrodisias y Temistio, dieron varias interpretaciones diferentes de la distinción entre los intelectos activos y pasivos. Alejandro de Afrodisias había identificado al intelecto agente con Dios. Algunos de ellos consideraron el intelecto agente como un poder externo a la mente humana, y Alejandro llegó a identificarlo con Dios. Juan Filópono argumento en contra Aristóteles la independencia del alma del cuerpo, del intelecto agente del paciente, donde la aprehensión de un objeto tienes lugar sin ayuda del cuerpo. El intelecto en acto no es Dios, ni algo externo, sino que se encuentra dentro del género humano.
Más tarde, ambas interpretaciones, las neoplatónicas y quizás otras, influyeron en el desarrollo de una importante literatura filosófica en lengua árabe, utilizando el término 'aql como traducción para nous. Esta literatura fue posteriormente traducida y comentada en latín y hebreo.

### Judíos e islámicos
Al-Farabi y Avicena, y también el filósofo judío Maimónides, estuvieron de acuerdo con la interpretación "externa" del intelecto agente, y sostuvieron que tal intelecto era el más bajo de las diez emanaciones que descendían a través de las esferas celestes. Maimónides lo citó en su definición de profecía donde

La profecía es, en verdad y en realidad, una emanación emitida por el Ser Divino a través del Intelecto Activo, en primer lugar a la facultad racional del hombre, y luego a su facultad imaginativa.

Los musulmanes más estrictamente aristotélicos (en particular Avempace y Averroes) escribieron acerca de cómo uno podría unirse con el intelecto agente (monopsiquismo), logrando así el nirvana filosófico.
La razón de los aristotélicos islámicos y judíos para postular a un único Intelecto Agente externo es que los aristotélicos consideran que todos los seres humanos (racionales) poseen o tienen acceso a un conjunto de conceptos fijos y estables, un conocimiento correcto unificado del universo. La única forma en que todas las mentes humanas podrían poseer el mismo conocimiento correcto es si todos tuvieran acceso a algún almacén central de conocimientos, como los terminales podrían tener acceso a una computadora central (Kraemer 2003). Este ordenador es el Intelecto Agente, la "mente" del universo, que hace posible toda otra cognición.

### Cristianos
En la Europa medieval y renacentista, pensadores de la "Escuela de Padua" adoptaron la interpretación de Averroes en cada punto.
El averroista Siger de Brabante  evolucionó, apartándose paulatinamente del monopsiquismo afirmando la multiplicidad de intelectos de la iglesia católica. Para San Buenaventura, entendimiento agente no es Dios, sino la luz del alma. Alberto Magno intentó mezclar las doctrinas árabes y la iluminación agustiniana. Tomás de Aquino elaboró la distinción de Aristóteles entre el intelecto activo y el intelecto pasivo en sus Cuestiones disputadas sobre el alma y en su comentario sobre el De anima de Aristóteles, argumentando, contra Averroes, que el intelecto agente es parte de la personalidad humana individual separado del cuerpo, luz cognoscitiva innata procedente de Dios. Una tercera escuela, de "alejandristas", rechazó el argumento que vinculaba el intelecto agente con la inmortalidad del alma, mientras se apresuraba a agregar que todavía creían en la inmortalidad como una cuestión de fe religiosa. (Ver Pietro Pomponazzi y Cesare Cremonini.)
El intelecto activo, en el sentido descrito, se denomina más apropiadamente Intelecto Agente, ya que es la fuerza que activa la intelección en la mente humana y hace que los pensamientos pasen de lo potencial a lo real. No debe confundirse con el "intelecto en acto", que es el resultado de ese desencadenante, y es más parecido al término psicológico "conocimiento activo". Otro término para el resultado final de intelección, es decir, el conocimiento acumulado de una persona, es el "intelecto adquirido".
Alberto Magno, intenta realizar una difícil síntesis de las doctrinas árabes y la teoría de la iluminación agustiniana. El resultado es una propuesta -no sistematizada- pero donde es posible advertir la distinción a nivel personal entre entendimiento agente y posible, de manera análoga a la distinción esencia/acto de ser.